# 11월 3일
11월 3일은 그레고리력으로 307번째(윤년일 경우 308번째) 날에 해당한다.

## 사건
- 1862년 - 조선, 경기도 광주에서 , 환곡 폐단으로 농민들이 봉기하여 도성으로 들어와 권세가 조두순(趙斗淳), 정원용(鄭元容)의 집 앞에서 시위를 벌임.
- 1929년 - 대한민국, 광주에서 광주 학생 항일 운동이 일어남.
- 1945년 - 대한민국, 평양에서 조선민주당 결성(당수 조만식).
- 1957년 - 소련, 스푸트니크 2호에 개 '라이카'를 실어서 발사. 지구 포유동물 사상 최초의 우주 공간 체험으로 기록됨.
- 1960년 - 중국, 공산당중앙위원회, <농업인민공사 당명의 정책문제에 관한 긴급지시 12조>, 소유제의 기초를 생산대에로; 자유지, 가정부업을 인정
- 1979년 - 대한민국, 박정희 대통령 국장.
- 1987년 - 그리스·터키 총리, 별도 정상회담을 통해 상호 무력사용 포기 및 1년 이상 보류되고 있는 불가침조약 이행 합의. 두 나라는 역사적 배경으로 관계가 좋지 않은데다가 키프로스 문제를 둘러싸고 계속 반목을 거듭.
- 1992년 - 빌 클린턴, 미국 대통령에 당선됨.
- 2024년 - 서울 강남구 테헤란로 8중 추돌 사고가 발생 했다.

## 문화
- 1947년 - 대한민국 서울특별시 종로구 낙원동에서 단국대학교가 개교하다.
- 1988년 - 최초의 인터넷 웜이 출현했다.
- 2007년 - KBS 2TV의 토요명화가 27년 만에 종영되었다.
- 2010년 - 대한민국 충청북도 단양군에서 지상파 아날로그 TV방송이 종료되다.
- 2013년 - KBS 2TV의 예능 프로그램 해피선데이 코너인 '슈퍼맨이 돌아왔다'가 첫방송을 개시하였다.
- 2014년 - 미국 뉴욕시 맨해튼에서 원 월드 트레이드 센터가 첫 입주를 시작함으로써, 개장하다.
- 2016년 - 메이저 리그 베이스볼 월드 시리즈 7차전에서 시카고 컵스가 클리블랜드 가디언즈를 8대 7로 꺾고 시리즈 전적 4승 3패로 1908년 이후 108년만에 통산 3번째 우승을 달성하였다.
- 2018년 - 일본 프로 야구 일본 시리즈 6차전에서 후쿠오카 소프트뱅크 호크스가 히로시마 도요 카프를 2대 0으로 꺾고 시리즈 전적 4승 1무 1패 통산 9번째 우승을 달성하였다. 2017년 일본 시리즈에 이은 2번째이다.
- 2021년 - 메이저 리그 베이스볼 월드 시리즈 6차전에서 애틀랜타 브레이브스가 휴스턴 애스트로스를 7대 0으로 꺾고 시리즈 전적 4승 2패로 1995년 이후 26년만에 통산 4번째 우승을 달성하였다.
- 2024년 - 일본 프로 야구 일본 시리즈 6차전에서 요코하마 DeNA 베이스타즈가 후쿠오카 소프트뱅크 호크스를 11대 2로 꺾고 시리즈 전적 4승 2패로 1998년 이후 26년만에 통산 3번째 우승을 달성하였다.

## 탄생
- 1500년 - 르네상스 시대 이탈리아의 조각가, 화가, 음악가 벤베누토 첼리니. (~1571년)
- 1560년 - 이탈리아의 화가 안니발레 카라치. (~1609년)
- 1618년 - 무굴 제국의 제6대 황제 아우랑제브. (~1707년)
- 1659년 - 조선 숙종의 빈 희빈 장씨. (~1701년)
- 1793년 - 미국의 변호사 스티븐 오스틴. (~1835년)
- 1801년 - 이탈리아의 오페라 작곡가 빈첸초 벨리니. (~1835년)
- 1852년 - 일본의 122대 천황 메이지 천황. (~1912년)
- 1879년 - 캐나다의 탐험가 빌햐울뮈르 스테파운손. (~1962년)
- 1888년 - 대한민국의 독립운동가 강근호. (~1960년)
- 1901년
  - 대한민국의 조각가 김복진. (~1940년)
  - 프랑스의 작가, 정치인 앙드레 말로. (~1976년)
- 1912년
  - 대한민국의 피아니스트 겸 작곡가 조두남. (~1984년)
  - 파라과이의 정치인 알프레도 스트로에스네르. (~2006년)
- 1918년 - 미국의 야구인 밥 펠러. (~2010년)
- 1920년 - 대한민국의 정치인 이태구. (~1998년)
- 1921년 - 대한민국의 기업인 신격호. (~2020년)
- 1926년 - 리투아니아의 대통령 발다스 아담쿠스.
- 1927년 - 노르웨이의 정치인 오드바르 노를리. (~2018년)
- 1928년
  - 일본의 만화가 테즈카 오사무. (~1989년)
  - 미국의 공학자, 교육자 닉 홀로니악. (~2022년)
- 1931년
  - 조선민주주의인민공화국의 정치인 연형묵. (~2005년)
  - 이탈리아의 배우 모니카 비티. (~2022년)
- 1933년
  - 대한민국의 관료, 정치인 최각규. (~2024년)
  - 영국의 영화음악 작곡가, 지휘자 존 배리. (~2011년)
- 1934년 - 대한민국의 프로듀서, 기업가 황은진. (~1997년)
- 1938년 - 대한민국의 배우 전운. (~2005년)
- 1940년 - 멕시코의 배우 마누엘 오제다. (~2022년)
- 1944년 - 대한민국의 만화가 방학기.
- 1945년
  - 독일의 전 축구 선수 게르트 뮐러. (~2021년)
  - 캐나다의 기업인 래리 테넌봄.
- 1946년
  - 대한민국의 소설가 윤정모.
  - 대한민국의 동화작가 정채봉. (~2001년)
- 1948년 - 영국의 가수, 배우 룰루.
- 1952년 - 잉글랜드의 가수 델 파머. (~2024년)
- 1954년 - 중화민국의 배우 임청하.
- 1963년 - 대한민국의 가수 강산에.
- 1964년 - 대한민국의 배우 한석규.
- 1965년 - 대한민국의 변호사 노재헌.
- 1969년
  - 이탈리아의 음악가, DJ 로버트 마일즈. (~2017년)
  - 대한민국의 정치인, 전 판사 이수진.
- 1971년
  - 트리니다드토바고의 전 축구 선수 드와이트 요크.
  - 스페인의 축구 선수 우나이 에메리.
- 1974년 - 대한민국의 배구 선수 김종민.
- 1976년 - 대한민국의 성우 은정.
- 1977년
  - 대한민국의 아나운서 이승연.
  - 영국의 작곡가 대니얼 펨버턴.
  - 멕시코의 태권도인 오스카르 살라사르.
- 1978년 - 대한민국의 정치인 이탄희.
- 1979년 - 아르헨티나의 전 축구 선수 파블로 아이마르.
- 1980년
  - 대한민국의 가수, 영화배우 김지혜.
  - 대한민국의 모델 송경아.
- 1982년 - 일본의 배우 김지순.
- 1983년 - 대한민국의 축구 선수 조용형.
- 1984년
  - 일본의 가수, 배우 니시키도 료.
  - 일본의 전 배우 후쿠이 미나.
  - 대한민국의 야구 선수 고우석.
- 1985년 - 대한민국의 희극인 이희진.
- 1986년
  - 대한민국의 가수, 뮤지컬 배우 허영생. (SS501)
  - 대한민국의 배우 홍이주.
  - 대한민국의 성우 민승우.
- 1987년
  - 대한민국의 배우 박미소.
  - 대한민국의 기상캐스터 이여진 (SBS).
  - 오스트레일리아의 가수 코트니 바넷.
- 1988년 - 일본의 가수 소라루.
- 1989년
  - 대한민국의 전직 스타크래프트 프로게이머 김택용.
  - 대한민국의 배우 김리원.
  - 일본의 모델 사카모토 레미.
- 1990년 - 프랑스의 배우, 가수 미스 밍.
- 1992년 - 헝가리의 축구 선수 빌리 오르반.
- 1993년
  - 대한민국의 가수 민혁 (몬스타엑스).
  - 대한민국의 안무가 가비.
  - 대한민국의 미스코리아 김진솔.
  - 대한민국의 국악인 신유진.
- 1994년 - 대한민국의 성우 김예림.
- 1995년
  - 대한민국의 가수 렌 (뉴이스트).
  - 미국의 모델 켄들 제너.
  - 프랑스의 사격 선수 장 키캉푸아.
- 1997년
  - 일본의 가수, 배우, 패션 모델 키타무라 타쿠미.
  - 미국의 배우 겸 모델 다이애나 실버스.
- 1998년
  - 대한민국의 리그 오브 레전드 프로게이머 미아.
  - 대한민국의 래퍼 허성현.
- 2000년
  - 이탈리아의 태권도 선수 비토 델라퀼라.
- 2001년
  - 일본의 야구 선수 사사키 로키.
  - 감비아의 축구 선수 알리우 파데라.
- 2005년 - 대한민국의 영화배우 이서진.
- 2007년 - 미국의 배우 겸 모델 에버 앤더슨.

## 사망
- 1428년 - 잉글랜드의 군인 제4대 솔즈베리 백작 토머스 몬태규. (1388년~)
- 1914년 - 오스트리아의 시인 게오르크 트라클. (1887년~)
- 1919년 - 일본의 정치가 데라우치 마사타케. (1852년~)
- 1950년 - 일본의 군인 고이소 구니아키. (1880년~)
- 1954년 - 프랑스의 화가 앙리 마티스. (1869년~)
- 1963년 - 라트비아의 정치인 아우구스츠 키르헨슈테인스. (1872년~)
- 1973년 - 러시아의 작곡가 블라디미르 표도로비치 바빌로프. (1925년~)
- 1995년 - 서독(前 대한민국)의 작곡가 윤이상. (1917년~)
- 1996년 - 대한민국의 군인 출신 정치가 김종갑. (1922년~)
- 2003년 - 러시아의 시인 라술 감자토프. (1923년~)
- 2007년 - 대한민국의 배우 홍성민. (1940년~)
- 2019년 - 대한민국의 국회의원 전정구. (1932년~)
- 2020년
  - 스페인의 펜싱 선수 타이미 차페. (1968년~)
  - 미국의 기독교 성직자 어빈 백스터. (1945년~)
  - 대한민국의 바둑 기사 박종렬. (1953년~)
- 2022년 - 미국의 영화감독, 영화배우 더글러스 맥그라스. (1958년~)
- 2024년
  - 대한민국의 전라남도의원 김호진. (1977년~)
  - 미국의 음악가 퀸시 존스. (1933년~)

## 기념일
- 학생독립운동 기념일(舊, 학생의 날): 대한민국
- 만화의 날: 대한민국
- 문화의 날: 일본
- 파나마 독립기념일: 파나마

## 같이 보기
- 전날: 11월 2일 다음날: 11월 4일 - 전달: 10월 3일 다음달: 12월 3일
- 음력: 11월 3일
- 모두 보기